# Pronolagus
Pronolagus — рід зайцеподібних ссавців родини зайцевих (Leporidae). Представники роду поширені у країнах Південної Африки.

## Види
Рід містить три види:
- Pronolagus crassicaudatus
- Pronolagus randensis
- Pronolagus rupestris
- Pronolagus saundersiae